# Clinodiplosis pulchra
Clinodiplosis pulchra är en tvåvingeart som först beskrevs av Tavares 1917.  Clinodiplosis pulchra ingår i släktet Clinodiplosis och familjen gallmyggor. Inga underarter finns listade i Catalogue of Life.